# Taring Rinpoche
Taring Rinpoche (1886 -1947) was een Sikkimmees-Tibetaans tulku en prins.

## Familie
Hij was de zoon van Lhase Kusho en Yeshe Dolma, in een huwelijk van Dolma voordat ze trouwde met de Chögyal van Sikkim, Thutob Namgyal. Hij groeide op in Gangtok met zijn halfbroer, de latere maharadja, voor wie hij de familiepriester en religieus adviseur werd.

## Geestelijk leider
Hij werd erkend als de reïncarnatie van de lama van het klooster Mondoling.
Hij oefende de leiding uit over de kloosters in Sikkim. Met toestemming van de durbar introduceerde hij verschillende hervormingen, waaronder een verbod op het doden van dieren door geestenbezweerders. In 1934 werd hij Sikkim uitgezet, onder meer vanwege zijn claim op de landgoederen van Dobtra, die ten noorden van Sikkim in Tibet lagen.
Hij vertrok vervolgens naar Tibet en liet het klooster van Lingbu bouwen nabij Taring. Hij werd daarom ook wel de Lingbu Lama genoemd. Hij had een grote reputatie in het onderwijzen en uitoefenen van de Tibetaanse geneeskunde.